# 英国电影

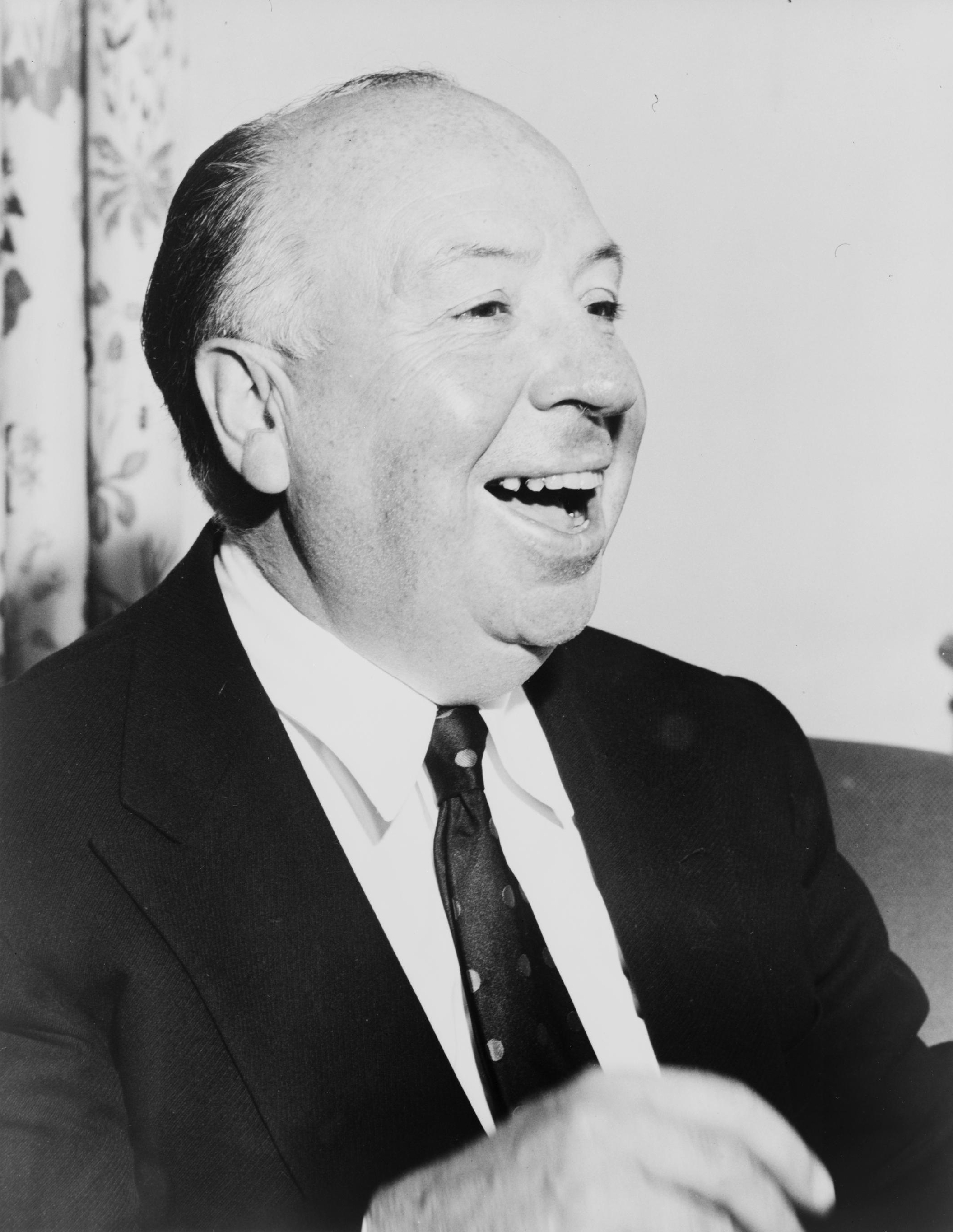
阿尔弗雷德·希区柯克是一位伟大的英国导演

英國電影是指在英國製作或由英國人製作的電影。英國電影歷史相當悠久，曾經出現許多偉大的電影導演，對於其他國家的電影也有巨大的影響。

## 歷史
John Grierson提出了纪录片的概念，并训练了几个徒弟，后来自己去了加拿大筹建NFB，几个徒弟各开工作室。
1950s喜剧与战争片更讲究，也出现一股B级片的热潮。主流之外，一些产生影响力的制作关注移民群体同志话题。
Bond系列6年空期后，出品新版GoldenEye。老摄影棚Pinewood Studios被租满，因此在Hertfordshire开了新棚Leavesden Studios，此处是前劳斯莱斯飞机引擎工厂。
尽管澳大利亚与东欧的摄影棚逐渐受欢迎，英国的摄影棚业务还不差。2010年11月，Warner Bros. 正式置下Leavesden Film Studios，并宣称将投产1亿英镑建设。
BFI于2013年12月公布报告：2003-2010年间采样的613部发行影片中，7%实现了盈利。50万英镑投资的群体中，3.1%进了影院；1千万英镑投资的群体中，不足20%盈利。
- 艺术电影

BFI对实验性电影的资助至少不晚于1952年，并于1964年成立制作部门，1971年收到的社会性募款大幅增加，所以在1970s和1980s成为了英国艺术电影的主要支柱。
Channel 4也帮助了制作与宣传、发行。不过1990s初期在佣金政策上的改动使得制作者们转向了合拍式投资。

## 外部連結
- British Film Institute （页面存档备份，存于）
- British Academy of Film and Television Arts (BAFTA)（页面存档备份，存于）
- UK Film Council

#invoke: Navbox